# Washingtoni Egyetem (Bothell)
A Washingtoni Egyetem bothelli kampusza 1990-ben nyílt meg. Az intézmény a Cascadia Főiskolával közös campuson működik.

## Ökológiai helyreállítás
Az egyetem részt vesz egy 23 hektáros, korábban marhalegeltetésre szolgáló vizenyős terület helyreállításában. Az élővilág érdekében minimális vízszabályozást hajtottak végre. 1998 és 2002 között százezer növényt ültettek; ezt követően hét évvel elérték a tízéves célt.
A területen oktatás is zajlik.

## Fordítás
- Ez a szócikk részben vagy egészben  az   University of Washington Bothell című angol Wikipédia-szócikk ezen változatának fordításán alapul.  Az eredeti cikk szerkesztőit annak laptörténete sorolja fel. Ez a jelzés csupán a megfogalmazás eredetét és a szerzői jogokat jelzi, nem szolgál a cikkben szereplő információk forrásmegjelöléseként.